# 鐘の鳴る丘少年の家

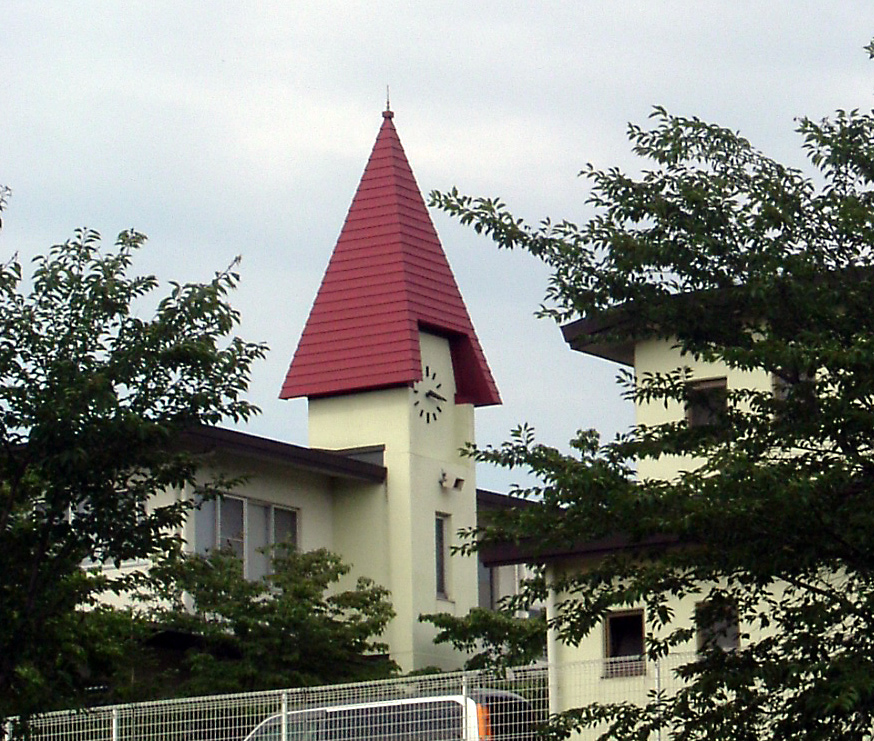
鐘の鳴る丘少年の家の時計台

鐘の鳴る丘少年の家（かねのなるおかしょうねんのいえ）は群馬県前橋市堀越町にある児童養護施設。法人名「社会福祉法人 鐘の鳴る丘愛誠会」。1947年（昭和22年）、菊田一夫作のラジオドラマ「鐘の鳴る丘」に感銘を受けた初代園長の品川博が創立した（養護施設認可は1948年（昭和23年））。1972年（昭和47年）から特別養護老人ホームも併設する。
施設の建物には「鐘の鳴る丘」の物語に合わせた、赤いとんがり屋根の時計台がある。

## 創立経緯
孤児収容施設の職員だった品川博は、子供たちにより良い環境を与えるため、当時話題のNHKラジオドラマ「鐘の鳴る丘」のような施設の設立を目指して1947年（昭和22年）に独立した。品川は5人の孤児と郷里の群馬県で生活を始めるが、ほどなく運営に窮し、「鐘の鳴る丘」の主人公の加賀美修平に相談すべくNHKを訪ねる。品川は加賀美が架空の人物と知って愕然とするが、そこにたまたま作者の菊田一夫が居合わせたことにより菊田の助力を受けられることになった。
品川の活動が菊田らによって紹介されることにより、ようやく資金も集まり、1948年（昭和23年）9月、晴れて養護施設として認可され、前橋市文京町に「少年の家」がスタートした。はじめは8畳2間だったという。

## 沿革
- 1947年（昭和22年）12月：活動開始
- 1948年（昭和23年）9月：養護施設認可（前橋市文京町）。
- 1952年（昭和27年）5月：社会福祉法人認可。
- 1953年（昭和28年）12月：現在地・前橋市堀越町（当時 勢多郡大胡町大字堀越）の時計台のある建物に移転。
- 1972年（昭和47年）4月：特別養護老人ホーム併設

## 後援会長
- 木暮実千代 （女優） 1957年（昭和32年） - 1990年（平成2年）
- たかの友梨 （実業家・現後援会長）

## 赤ちゃんポスト
1986年（昭和61年）から5年間、現在の「赤ちゃんポスト」の先駆となる施設「天使の宿」を運営し実績を上げた。この施設は6畳ほどのプレハブ建設で、借金苦などで無理心中を図るなどのケースから子供だけでも救うことを目的としたという。室内には中央にベッドが設けられ、子供を残す際にプレハブの明かりをつけて職員に知らせる仕組みだった。中には子供が早く発見され安全に保護されるようにと直後に電話で知らせてきた者もいたという。
20 - 30人ほどの乳幼児や幼児が預けられ、その多くが後日親が現れ引き取られたが、一部は児童相談所経由で乳児院など公的施設に預けられたり、同財団の役員を後見人として施設内で養育された。しかし平成時代に入りバブル景気によって生活苦が改善されるようになると、次第に同施設に預けられるケースは減っていったという。
ところが、1992年（平成4年）2月に、施設内で夜間に新生児が凍死（→低体温症）する事故が発生したことから、群馬県の指導もあって「天使の宿」は閉鎖となった。同施設が1年以上の間に渡って利用されなくなったため、関係者が見回り回数を減らしていたための事故だという。
- 読売新聞九州記事